# Квадраты Всемирной метеорологической организации
Квадраты Всемирной метеорологической организации (англ. World Meteorological Organization squares), или квадраты ВМО (англ. WMO squares) — система геокодов, которая делит всякую карту мира с нанесённой сеткой широт и долгот (например, карту с равнопромежуточной проекцией, проекцией Меркатора или другую) на ячейки размерами 10° по широте и 10° по долготе, каждая из которых имеет уникальный 4-значный числовой идентификатор (см. таблицу на странице базы данных World Ocean Database 2005 Архивная копия от 12 октября 2018 на Wayback Machine). В равнопромежуточной проекции эти ячейки выглядят квадратными, в проекции Меркатора — «вытянутыми» по вертикали. На реальной поверхности земного шара эти ячейки имеют приблизительно «квадратную» форму только поблизости от экватора и постепенно сужаются по мере приближения к полюсам Земли, а ячейки, непосредственно примыкающие к полюсам, из квадратов вырождаются в треугольники.
Каждой квадратной ячейке 10°x10° присваивается числовой идентификатор значением от 1000 до 7817. Система нумерации основана на числах «глобального квадранта», где 1 = NE, 3 = SE, 5 = SW, 7 = NW, что дает начальную цифру кода каждой квадратной ячейки (1xxx, 3xxx, 5xxx, 7xxx). Вторая цифра (от x0xx до x8xx) указывает число десятков градусов широты (север в глобальных квадрантах — 1 и 7, юг в глобальных квадрантах — 3 и 5) ближайшей к экватору границы ячейки. Например, для границ ячеек, расположенных от 10 ° до 20 ° северной широты (или от 10 ° до 20 ° южной широты) вторая цифра имеет значение 1, для границ ячеек, расположенных от 20 ° до 30 ° северной широты, вторая цифра — 2 и т. д. Третья и четвёртая цифры (xx00 — xx17) аналогичным образом указывают количество десятков градусов долготы границы ячейки, ближайшей к нулевому меридиану. Например, квадрат с идентификатором 1000 простирается от 0 ° до 10 ° северной широты и от 0 ° до 10 ° восточной долготы, а квадрат с идентификатором 7817 — от 80 ° северной широты до 90 ° северной широты и от 170 ° до 180 ° западной долготы. Таким образом, обратное проектирование (декодирование) границ соответствующих ячеек из любого конкретного идентификатора квадрата ВМО осуществляется достаточно просто, в отличие, например, от квадратов Марсдена.
Система квадратов ВМО лежит в основе системы индексирования так называемых с-квадратов, которая осуществляетделение квадратов ВМО 10° х 10° на более мелкие единицы: 5° х 5°, 1° х 1°, 0,5° х 0,5°, 0,1° х 0,1° и т. Д.